# Beduini
Beduini su nomadska, arapska plemena, koja žive u Arabijskoj, Sirijskoj i sjevernoafričkim pustinjama. 
Podijeljeni su u klanove po imenu "ayla", a zatim dalje podijeljeni u kućanstva, zvana "bayt". Šeici vladaju plemenima koja žive nezavisno, na vlastitoj zemlji, koju čuvaju svojim životima. U prošlosti, ovi pastirski nomadi konstantno su lutali suhim "wadisima" (sasušena korita rijeka, sada dio pustinje) i planinama u Sahari. Beduini su razvili sposobnost preživljavanja u pustinji. 
U posljednjim desetljećima, Beduini su naučili izvući korist od turizma. Radili su kao vodiči kroz pustinju i kustosi prastarih znamenitosti. Neki su pratili kršćanske turiste na hodočašćima do samostana u Južnom Sinaju i na Mojsijevu Vrhu ili muslimanske karavane na hodočašću do Meke. Igrali su ulogu, iako marginalnu, u razvitku pustinjskog turizma u Egiptu.
Njihovi životi se sastoje od uzgoja koza, ovaca i deva i u manjoj mjeri, konja. Oni vode svoje životinje, gdje god padne kiša, nikne trava ili nastane oaza. Kako bi preživjeli u teškim uvjetima, Beduini su postali lovci, a ponekad i razbojnici. Razbojništvo je za neke predstavljalo način života, što objašnjava važnost konja, zbog svoje brzine u razbojničkim pohodima. Iako je deva najdragocijenija, konj predstavlja želju za osvajanjem.